# Маріїнський парк
Марії́нський парк (колишні назви: Палацо́вий, Олександрівський, Жертв Революції, Радянський) — парк в Києві, розташований напроти будинку Верховної Ради й Маріїнського палацу між вулицею Михайла Грушевського та схилом до Паркової дороги; парк-пам’ятка садово-паркового мистецтва загально державного значення, оголошений Постановою Ради Міністрів України від 20.01.1960 р. № 105. Загальна площа парку 14,57 га.

## Історія парку
До середини XIX століття на місці парку були розташовані губернські установи — Присутні місця. Унаслідок розбудови Нової Печерської фортеці ця територія припала на еспланаду, її було розчищено під плац. Фактично вона являла собою пустище, хоча 1869 року отримала офіційну назву Палацо́ва площа.
Після значної реконструкції Царського палацу в 1868–1870 роках імператриця Марія Олександрівна висловила бажання благоустроїти простір Палацо́вої площі. На виконання волі цариці в 1873 році генерал-губернатор князь Олександр Дондуков-Корсаков надіслав на розгляд Олександру II попередній проект парка на цьому місці, запитавши: «Чи не буде благоугодно найменувати проектований парк Маріїнським?». Цар дав на це згоду, і в 1876 році парк був закладений (у його облаштуванні брав участь садівник О. Г. Недзельський).
У 1875 році в глибині території парку було зведено будинок контори Удільного відомства, яке відало майном царської родини (архітектор Віктор Сичугов; тепер вул. Михайла Грушевського, 7). У 1888—1889 роках на терені парку по фронту вулиці Олександрівської за проектом архітектора Володимир Ніколаєва була збудована парафіяльна церква Св. Олександра Невського (розібрана в 1930-х роках, стояла на місці перед пам'ятником Ватутіну).
Крім офіційної назви Маріїнський, вживалося також найменування парку Палацо́вий (від колишньої Палацо́вої площі); після спорудження Олександро-Невської церкви зустрічалася неофіційна назва Олександрівський парк.
1919 року парк був названий Радянським. Від 1917 року тут було розміщено декілька поховань учасників революційних подій, через що побутувала назва парк Жертв Революції (більша частина надгробків дотепер не збереглася).
2 лютого 1993 року було відновлено історичну назву Маріїнський парк. 
Парк площею 8,9 га сплановано в пейзажному стилі. Затишний, тінистий, зі старими липами, кленами, каштанами, парк був у 1900 році прикрашений великим чавунним фонтаном, виготовленим на заводі О. Термена.  Входи обладнано від будинку Верховної Ради й Маріїнського палацу та з вулиці Михайла Грушевського.
Парк визнано пам'яткою садово-паркового мистецтва місцевого значення.
У 2004 році в парку з'являлися численні намети прихильників та супротивників Помаранчевої революції. Наприкінці 2013 та на початку 2014 року тут було місце скупчення «тітушок», яких використовували проти учасників Євромайдану.

## Пам'ятники та події
У парку встановлено:
- пам'ятник на братській могилі учасників більшовицького Жовтневого збройного повстання 1917 року у вигляді гранітної урни на постаменті. Встановлено 1935 року, архітектор Василь Онащенко. Від час війни пам'ятник було зруйновано, відновлено 6 листопада 1949 року, архітектор Зиновій Чечик. У 2014 році урну та таблички з написами знищено «невідомими» ;
- пам'ятник учасникам Січневого збройного повстання 1918 року на братській могилі;
- надгробок на могилі більшовицького діяча Андрія Іванова;
- низку паркових скульптур, в тому числі зображення каштанів, що дозріли.

У листопаді 1917 року на території парку відбулося перше масове поховання: навпроти Маріїнського палацу було поховано учасників Жовтневого збройного повстання.
У лютому 1918 року в братській могилі на території парку було поховано близько 750 загиблих робітників-арсенальців — учасників Січневого збройного повстання, серед них — голова київського ревкому Леонід П'ятаков. У 1927 встановлено намогильну плиту.
16 лютого 1919 року у парку відбулося чергове масове поховання загиблих за радянську владу, серед похованих — Галя Тимофєєва.
22 квітня 1919 року поряд поховали одного з очільників революційних подій у Києві Івана Смирнова-Ласточкіна. 1927 року на братській могилі встановили невелику стелу з бронзовим барельєфом, скульптор Володимир Климов.
Поруч 14 червня 1927 року в окремій могилі поховано Андрія Іванова, одного з керівників революційного руху у Києві.
Під час гітлерівської окупації міста в 1941—1943 роках пам'ятник на братській могилі учасників Січневого повстання було зруйновано. Відновили його 1 травня 1951 року у вигляді гранітного куба, з однієї сторони якого кам'яний барельєф у вигляді вінка, а з другої — стара надгробна плита з пам'ятника 1927 року.
У 1967 році було споруджено новий пам'ятник: бронзова фігура робітника з прапором, що розвівається, на невисокому постаменті з чорного лабрадориту (скульптори — Василь Вінайкін і Володимир Климов, архітектор — Василь Гнєздилов); до постаменту вмонтували попередній барельєф.
Більшість поховань з парку було перенесено в другій половині 1930-х років.
Останнє поховання в парку відбулося 17 квітня 1944 року, коли тут з'явилася могила генерала армії Миколи Ватутіна — командувача 1-го Українського фронту. Він командував операцією з вигнання гітлерівських загарбників із Києва 6 листопада 1943 року, згодом був смертельно поранений і помер у Києві (у церемонії поховання брав участь Микита Хрущов). Над могилою був розташований пам'ятник, відкритий 25 січня 1948 року. Автори — скульптор Євген Вучетич, архітектор Яків Білопільський. Статуя з сірого граніту заходилася на постаменті з чорного лабрадориту. Стилобат був вкритий мозаїчним килимом-панно за ескізом художника Степана Кириченка (виконавці — художники К. К. Сороченко, Н. Г. Клейн, Л. Є. Хаютина, Т. А. Шкловська, Б. О. Корін). Загальна висота пам'ятника становила 8,55 м. Навколо пам'ятника були висаджені дерева японської вишні. Пам'ятник був демонтований 9-10 лютого 2023 року), питання про перенесення могили Ватутіна перебуває на стадії погодження.

## Зображення

Пам'ятник Героям Жовтневої соціалістичної революції (зруйнований 2014 року)
Пам'ятник учасникам Січневого збройного повстання 1918 року
Надгробок на могилі Андрія Іванова
Паркова статуя «Київські каштани»
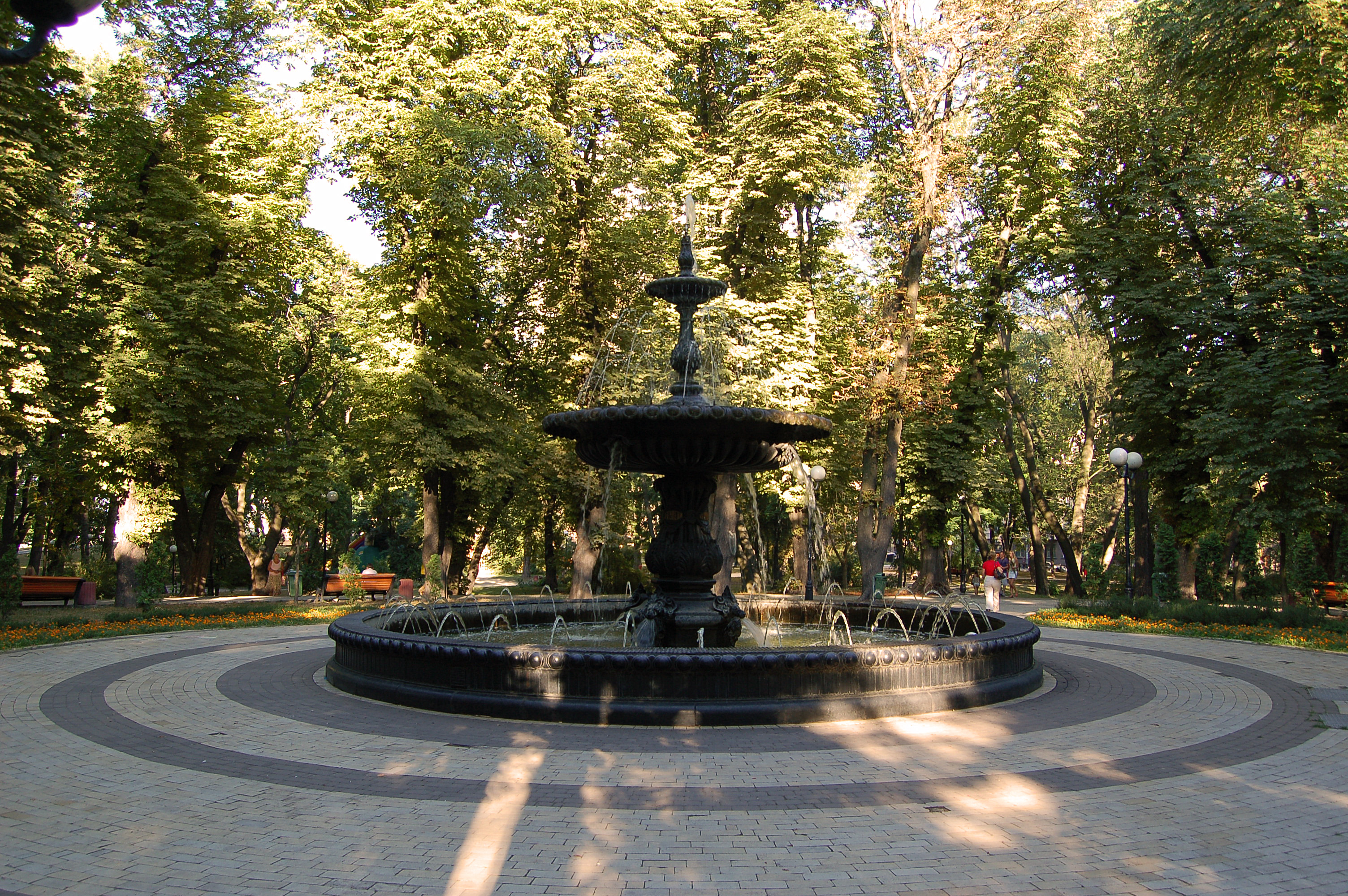
Фонтан у парку
«Пам'ятний знак валун – мрій», закладений 9 травня 2021 року на честь українських матерів